# An Qixuan
An Qixuan (3 de dezembro de 2000) é uma arqueira profissional chinesa, que compete em eventos de recurvo feminino.

## Carreira
Ela foi vice-campeã em sua estreia na Copa do Mundo em Xangai, em 2018. Em 2019, ela terminou em quarto lugar na final da Copa do Mundo de Tiro com Arco. No entanto, depois disso, ela não conseguiu competir internacionalmente por quatro anos, pois a equipe chinesa não viajou para o exterior devido à pandemia de COVID-19.
Após seu retorno às competições internacionais, ela ganhou uma medalha de ouro individual nas competições de arco recurvo na terceira etapa da Copa da Ásia de 2023 em Cingapura. Em outubro de 2023, ela foi medalhista de prata no evento por equipe nos Jogos Asiáticos de 2022 em Hangzhou. Em novembro de 2023. Ela foi medalhista de prata no evento por equipe no Campeonato Asiático de Tiro com Arco de 2023 em Bangkok.
Ela fez parte da equipe feminina chinesa de recurvo que venceu a final da equipe feminina de recurvo da Copa do Mundo em Xangai em abril de 2024. Eles também venceram o evento da Copa do Mundo de Tiro com Arco de 2024 em Yecheon, República da Coreia, em maio de 2024.
Sua equipe feminina chinesa se classificou para os Jogos Olímpicos de Verão de 2024 na eliminatória final em Antalya, Turquia, em junho de 2023. Ela foi posteriormente nomeada para sua equipe para as Olimpíadas. Lá, ela conquistou a medalha de prata por equipe com Li Jiaman e Yang Xiaolei.